# The Tragical History of the Life and Death of Doctor Faustus
The Tragical History of the Life and Death of Doctor Faustus, geschreven door Christopher Marlowe, is een Elizabethaans toneelstuk dat waarschijnlijk in 1592 of 1593 werd geschreven, kort voor zijn overlijden. Het stuk is gebaseerd op Duitse verhalen over het personage Faust. 
De oorsprong van het stuk is te traceren naar de Historia von D. Johann Fausten, gepubliceerd in Duitsland in 1587. De vroegste Engelse vertaling dateert uit 1592. Er is enige verwarring en conflict in de registraties over de rechten van het toneelstuk in het Stationers' Register, maar uiteindelijk werd het in 1604 voor het eerst gepubliceerd door Thomas Bushell.
Het toneelstuk is verdeeld in twee versies: de A-tekst, kort en gepubliceerd in 1604, en de B-tekst, uitgebreider en gepubliceerd in 1616. De relatie tussen deze teksten is onzeker, maar moderne edities bevatten vaak beide versies.
In de vroege producties van het stuk, uitgevoerd door de Admiral's Men, deden zich opmerkelijke legendes voor over bovennatuurlijke verschijningen op het toneel. Het toneelstuk was het onderwerp van een theologisch debat over het Calvinisme en anti-Calvinisme in de late zestiende eeuw.